# Oskar Protz
Oskar Jean Leopold Walter Protz (* 27. Juni 1905 in Deutsch Eylau; † 11. Februar 1990 in Kiel) war ein deutscher Ingenieur und Manager der deutschen Schiffbauindustrie.

## Leben
Geboren als Sohn eines Majors besuchte Oskar Protz das Stadtgymnasium in Stettin, an dem er 1924 die Allgemeine Hochschulreife erlangte. Nach einem sechsmonatigen Industriepraktikum in Stettin begann er zum Wintersemester 1924/1925 an der Technischen Hochschule Danzig das Studium des Maschinenbaus und wurde 1925 Mitglied des Corps Borussia Danzig. Ende 1928 schloss er das Studium als Dipl.-Ing. ab.
Zu Beginn des Jahres 1929 trat er in Berlin in die Siemens-Schuckertwerke ein und war dort im Dynamowerk bis 1934 als Konstrukteur und anschließend als Betriebsingenieur tätig. Nebenher legte er noch Mitte 1931 an der Technischen Hochschule Berlin-Charlottenburg das Diplom-Examen in Elektrotechnik ab. Im Mai 1938 wechselte er als stellvertretender Betriebsleiter zu Werner & Pfleiderer in Stuttgart. Im Februar 1944 nahm er bei der Kieler Howaldtswerke AG, Kiel eine Stellung als stellvertretender Betriebsführer an. 1946 erhielt er Prokura. 1954 wurde er in den Vorstand der Gesellschaft berufen. Nach seiner Pensionierung im April 1968 blieb er bei verschiedenen Firmen und Gremien beratend tätig.
Protz tätigte zahlreiche patentierte Erfindungen. Bundesweite Bekanntheit erlangte er 1954 zusammen mit Hermann Stieghorst durch seine erfolgreichen Verhandlungen mit dem sowjetischen Wirtschaftsministerium über die Lieferung von insgesamt 24 Fischfabrikschiffen mit vollautomatischer Fabrikationseinrichtung zu einem Gesamtkaufpreis von 200 Millionen D-Mark. Hierbei waren sie gegen sechs britische Konkurrenzunternehmen erfolgreich.

## Ehrenämter
Oskar Protz engagierte sich ehrenamtlich als Ingenieur, Corpsstudent und Rotarier. So war er von Mitte 1966 bis Mitte 1969 Vorstandsmitglied des Vereins Deutscher Ingenieure und von Mai 1964 bis Mai 1968 Zweiter Vorsitzender des Weinheimer Verbandes Alter Corpsstudenten. Im Rotary International war er 1969 Gründungsbeauftragter des Rotary-Clubs Kiel-Eider und übte von 1971 bis 1972 das Amt des Governor im damaligen 149. Distrikt aus.

## Ehrungen
- Ehrenbursche des Corps Baltica-Borussia Danzig zu Bielefeld (1983)